# 郑州航空港经济综合实验区
郑州航空港经济综合实验区，简称郑州港区或港区，是以河南省郑州市新郑国际机场附近的新郑综合保税区（即郑州航空港区）为核心的航空经济体和航空都市区，是郑州市朝着国际化陆港城市、国际性的综合物流区、高端制造业基地和服务业基地方向发展的主要载体。在相关政策的支持下，郑州航空经济综合实验区会成为郑州市经济发展的新板块和中原经济区的龙头。郑州航空经济综合实验区按照“一城五区”的规划，由核心区、主体区和带动辐射区三大部分组成。2013年3月7日，国务院正式批复了《郑州航空港经济综合实验区发展规划（2013-2025年）》，成为全国首个上升为国家战略的航空港经济发展先行区。2018年时，在国家统计局网站中，作为郑州市的一个行政区单独列出。

## 建设背景
2010年8月，随着富士康国际进驻郑州航空港区后所产生的连锁效应，以及郑州新郑综合保税区的获批和封港运营，一大批实力雄厚的世界知名企业纷纷抢滩郑州，郑州航空港区呈现出井喷式的发展。2011年9月28日，中国国务院出台意见支持河南省建设中原经济区，中原经济区建设正式上升为国家战略，意见中明确郑州建设国内大型航空枢纽，同时中国民航局又把新郑国际机场确定为“十二五”期间中国综合交通枢纽建设试点。

## 功能分区
核心区：以总规划面积为415平方公里的航空城为主体，主要发展航空服务保障和维修、飞机零部件制造和航空租赁等航空产业；电子信息、生物医药和医疗器械、光电与半导体、新材料等高端制造业；以及教育培训、商务休闲、医疗保健等城市配套服务业。
主体区：以郑汴新区和上街通用航空产业基地为主体。以郑州新区为依托，主要发展总部经济、金融证券、汽车制造、文化旅游、高端居住等产业；以汴西新区为依托，主要发展家电生产基地；以上街通用航空基地为依托，重点发展商务运输、飞机4S店、飞机租赁、通航飞行器组装制造等通航核心产业。
规划中的郑州绿地会展城位于港区东部，分为会展中心与配套服务两部分，德国GMP建筑事务所设计规划，总占地面积3900亩，总规划面积100万平米，总投资额270亿元，会展城将成为航空港区地标性建筑。

## 行政管辖区域

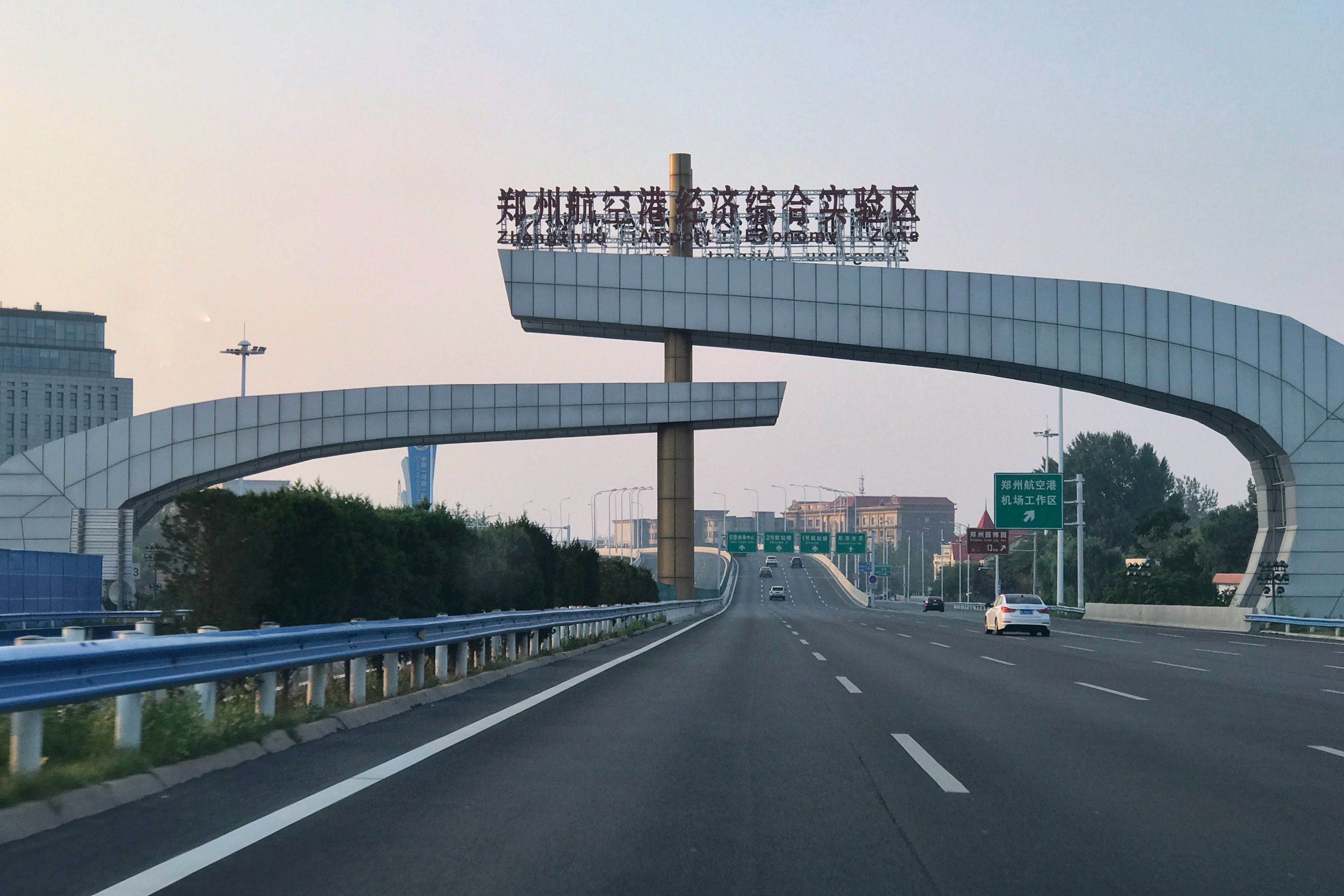
郑州港区的正门

根据国家统计局网站数据，2018年时，综合实验区管辖原中牟县的张庄镇、八岗镇、三官庙镇，新郑市的八千乡、龙王乡，及8个办事处：新港办事处、郑港办事处、银河办事处、明港办事处、滨河办事处、冯堂办事处、清河办事处、龙港办事处。

## 交通
- 郑渝客运专线、郑阜高速铁路、郑许城际铁路、郑登洛城际铁路：郑州航空港站

## 参看
- 郑东新区